# Gerygone insularis
Gerygone insularis е изчезнал вид птица от семейство Acanthizidae.

## Разпространение
Видът е разпространен в Австралия.